# Vasco Cordeiro

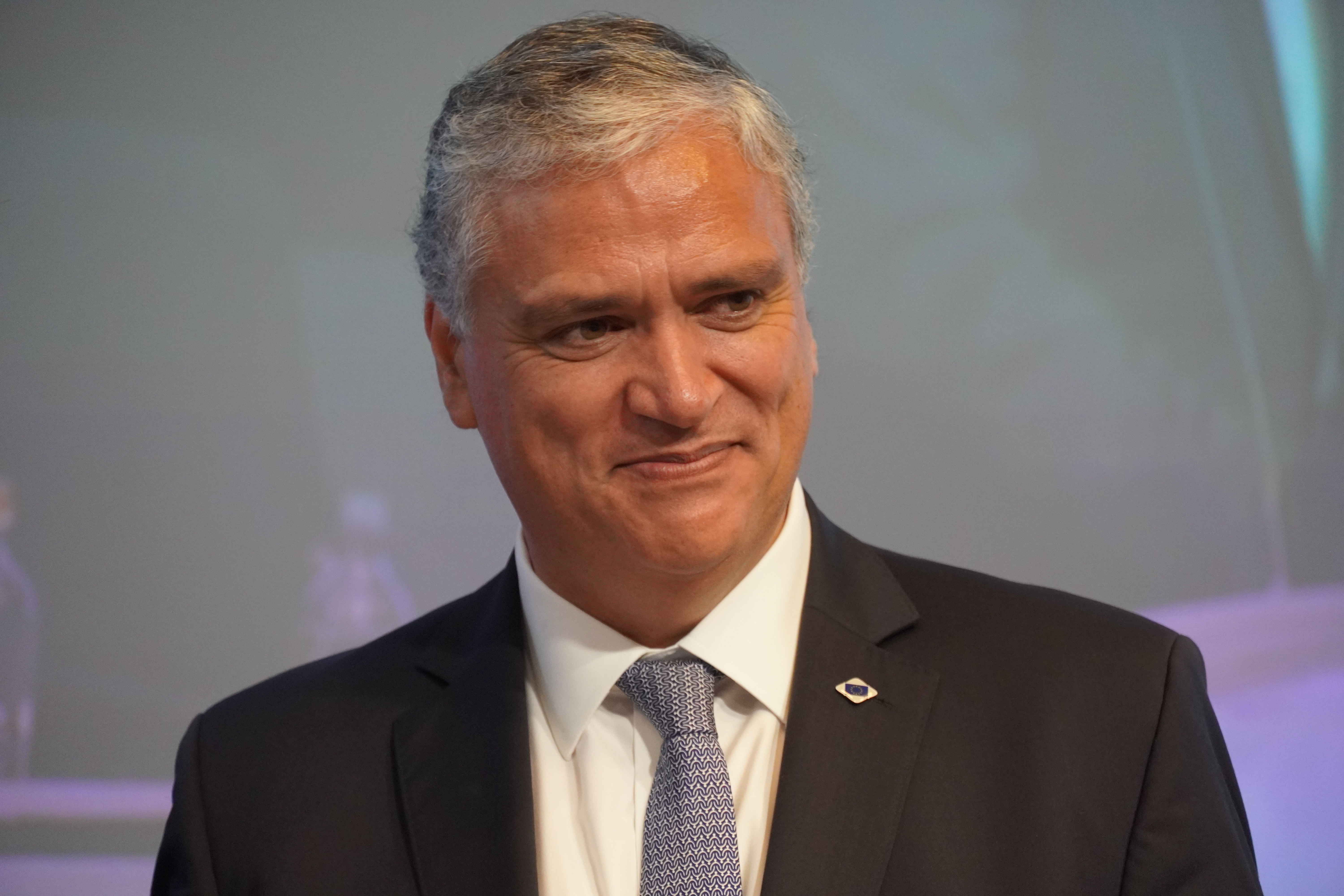
Vasco Cordeiro, 2022

Vasco Ilídio Alves Cordeiro (* 28. März 1973 in Covoada, Azoren) ist ein portugiesischer Politiker der Partido Socialista von den Azoren. Er war vom 6. November 2012 bis zum 24. November 2020 Präsident der Autonomen Region der Azoren.

## Leben
Der aus einer Landwirtsfamilie stammende Vasco Cordeiro studierte an den Universitäten Coimbra und Lissabon Jura und kehrte dann als Rechtsanwalt auf die Azoren zurück. Seit 1996 war er im Regionalparlament der Azoren vertreten, seit 2003 war er Mitglied der Regionalregierung. Nach dem Sieg der Partido Socialista, die bei den Regionalwahlen 2012 auf den Azoren 31 von 57 Sitzen erhielt, war er seit dem 6. November 2012 Präsident der Autonomen Region der Azoren.
Seit 2008 ist er mit Paula Cristina Cordeiro verheiratet, sie haben zwei Kinder.